# عتیقه (فیلم)
عتیقه (انگلیسی: Antique) فیلمی در ژانر کمدی دلهره‌آور است که در سال ۲۰۰۸ منتشر شد.
این فیلم به ۵۹مین جشنواره بین‌المللی فیلم برلین دعوت شده بود.